# Provincia di Phichit
La provincia di Phichit si trova in Thailandia e fa parte del gruppo regionale della Thailandia del Nord. Si estende per 4.531 km², ha 532 310 abitanti (2020) e il capoluogo è il distretto di Mueang Phichit, dove si trova la città principale Phichit.

## Geografia antropica

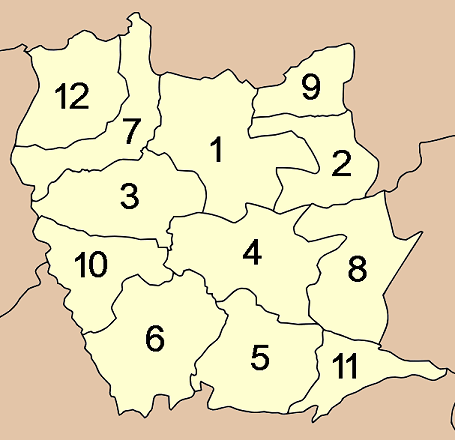
Mappa degli Amphoe

La provincia è suddivisa in 12 distretti (amphoe). Questi a loro volta sono suddivisi in 89 sottodistretti (tambon) e 852 villaggi (muban).
| 1. Mueang Phichit 2. Wang Sai Phun 3. Pho Prathap Chang 4. Taphan Hin 5. Bang Mun Nak 6. Pho Thale | 1. Sam Ngam 2. Tap Khlo 3. Sak Lek 4. Bueng Na Rang 5. Dong Charoen 6. Wachirabarami |

### Amministrazioni comunali
Non vi sono città maggiori, i soli comuni della provincia che hanno lo status di città minore (thesaban mueang) sono Phichit, Bang Mun Nak e Taphan Hin, che a tutto il 2020 avevano rispettivamente 21 182, 8 247 e 13 536 residenti. Tra i comuni di sottodistretto (thesaban tambon), il più popoloso era Pho Prathap Chang con 9 641 residenti.